# Réserve naturelle de Montauto
La Réserve naturelle de Montauto (en italien : Riserva naturale Montauto) est une zone naturelle protégée située au sud de la commune de Manciano, dans  la province de Sienne en Toscane. Elle se trouve dans la zone de la Rocca di Montauto et du parc naturaliste et archéologique de Vulci dans la région du Latium.
,

## Territoire
La Réserve occupe une superficie de 199 ha. Une partie de la zone appartient à l'Enel qui a créé un réservoir le long du cours de la rivière, près de la nécropole étrusque de Vulci. Dans la région du Latium, à la frontière avec la réserve, une oasis faunique a été créée par le WWF.
La réserve comprend une partie de la rivière Fiora qui marque la frontière entre la Toscane et le Latium. Le paysage est adouci par rapport à celui en amont, avec un lit de rivière large et graveleux, des méandres doux et un courant lent.

## Faune
La faune piscicole comprend des espèces d'eau douce comme le blennie fluviatile, le vairon, le chevesne, le brochet. L'avifaune est représentée à la fois par des espèces aquatiques particulièrement protégées par la loi nationale 157/92 comme le héron et les échassiers (héron, bihoreau gris, barge, crabier chevelu, échasse blanche), et par des mammifères comme la belette, le putois, la fouine, le sanglier, le renard, le chevreuil et le porc-épic.
Parmi l'avifaune présente on retrouve le busard Saint-Martin, l'épervier, la buse, la crécerelle, le balbuzard pêcheur, la chouette effraie, le petit-duc, le hibou  le faisan, le martin-pêcheur. La présence de l'écrevisse à pattes blanches, de l' Apatura ilia, un papillon rare localisé en Toscane, et de la tortue commune (tortue d'Hermann) est également importante.

## Flore
La végétation est représentée par différents types de végétation.
- Végétation hydrophila comme : Alisma plantago-aquatica, Lemna minor, Veronica anagallis, Menthe aquatique , Juncus acutus, Ranunculus repens ;
- Formations riveraines à Salix purpurea, Salix alba, orme champêtre, peuplier noir, Populus alba,...

- Culture avec des terres arables sèches ;
- Arbustes dominés par le Spartium junceum .

Il existe une zone de carrière abandonnée avec des espèces herbacées en recolonisation.